# American Sound Studio
American Sound Studio fue un importante conjunto de estudios de grabación ubicado en la ciudad de Memphis, Tennessee, Estados Unidos, abierto entre 1964 a 1972.
Allí grabaron artistas como Aretha Franklin, Petula Clark, Elvis Presley y Dusty Springfield, entre mucho otros.

## Historia
Los estudios fueron fundados por el productor Chip Moman y Don Crews en 1964, en el 827 de Thomas Street.
De éste estudio salieron alrededor de 120 sencillos Top 100 en la lista Billboard entre 1967 y 1971.

## Artistas

### Dusty Springfield
Dusty grabó el álbum Dusty in Memphis en septiembre de 1968, para el cual reunió a un equipo de productores y músicos importantes de la ciudad, como Jerry Wexler, Arif Mardin y Tom Dowd. Allí se

### Elvis Presley
Entre enero y febrero de 1969, Elvis grabó sencillos de su etapa de regreso o comeback. De esa época son los sencillos In The Ghetto, Suspicius Mind, Kentucky Rain y Don't Cry Daddy. Suspicius Mind se convirtió en un éxito a finales de ese año.
Allí también grabó su aclamado álbum From Elvis in Memphis el cual se considera uno de los mejores de su carrera y de la historia de la música.
Así mismo grabó una parte de su álbum From Memphis to Vegas/From Vegas to Memphis de 1970.
Las sesiones de grabación de Elvis salieron a la venta en el recopiilatorio American Sound 1969 en 2019.